# اتحادیه باسوندیا
اتحادیه باسوندیا (به لاتین: Basundia Union) یک منطقهٔ مسکونی در بنگلادش است که در استان کولنا واقع شده‌است.
 اتحادیه باسوندیا ۸۰٫۵۵ کیلومتر مربع مساحت و ۴۷٬۰۶۰ نفر جمعیت دارد.